# Ardãos
Ardãos is een plaats (freguesia) in de Portugese gemeente Boticas en telt 311 inwoners (2001).